# 鬼峠トンネル
鬼峠トンネル（おにとうげトンネル）は、北海道勇払郡占冠村字ニニウと同村字中央を結ぶ北海道旅客鉄道（JR北海道）石勝線の鉄道トンネルであり、清風山信号場と占冠駅の間に位置している。長さは3,765mである。1981年（昭和56年）10月1日に供用が開始された。トンネル内にはかつて、列車行き違いのために設けられた鬼峠信号場が存在したが、列車交換が皆無となり1986年（昭和61年）に廃止となった。
本トンネルは、日高山脈に沿って南北に走る神居古潭変成帯を貫くトンネルであったため、建設当時は最も難工事であった。神居古潭変成帯は蛇紋岩を多く含み、かつ本トンネルの2,569m地点にある断層破砕帯により、吹付けコンクリートのはく落や押し出しなどで施工法の変更が余儀なくされ難工事となった。
2003年（平成15年）12月19日に占冠方より約1.6km地点の本トンネル内にて、トンネル上部のコンクリート片がはがれ落ち、走行中の特急列車の窓ガラスにひびが入る事故が発生している。